# Família Redgrave
La família Redgrave (en anglès: The Redgrave family) és una dinastia d'actors d'Anglaterra que s'estén durant quatre generacions des del segle xix al teatre i més tard també al cinema i la televisió. Entre els seus membres hi ha Vanessa Redgrave.

## Arbre familiar

### Michael Redgrave i avantpassats
|  |  |  |  |                          |                          |                          |                          |                          |                          |                              |                              |                              |                              |                              |                              |                             |                             |                             |                             |                            |                            |                            |                            |                           |                           |                           |                           |                           |                           |
|  |  |  |  |                          |                          | Roy Redgrave (1873–1922) | Roy Redgrave (1873–1922) | Roy Redgrave (1873–1922) | Roy Redgrave (1873–1922) | Roy Redgrave (1873–1922)     | Roy Redgrave (1873–1922)     |                              |                              | Daisy Scudamore (1884–1958)  | Daisy Scudamore (1884–1958)  | Daisy Scudamore (1884–1958) | Daisy Scudamore (1884–1958) | Daisy Scudamore (1884–1958) | Daisy Scudamore (1884–1958) |                            |                            |                            |                            |                           |                           |                           |                           |                           |                           |
|  |  |  |  |                          |                          | Roy Redgrave (1873–1922) | Roy Redgrave (1873–1922) | Roy Redgrave (1873–1922) | Roy Redgrave (1873–1922) | Roy Redgrave (1873–1922)     | Roy Redgrave (1873–1922)     |                              |                              | Daisy Scudamore (1884–1958)  | Daisy Scudamore (1884–1958)  | Daisy Scudamore (1884–1958) | Daisy Scudamore (1884–1958) | Daisy Scudamore (1884–1958) | Daisy Scudamore (1884–1958) |                            |                            |                            |                            |                           |                           |                           |                           |                           |                           |
|  |  |  |  |                          |                          |                          |                          |                          |                          |                              |                              |                              |                              |                              |                              |                             |                             |                             |                             |                            |                            |                            |                            |                           |                           |                           |                           |                           |                           |
|  |  |  |  |                          |                          |                          |                          |                          |                          | Michael Redgrave (1908–1985) | Michael Redgrave (1908–1985) | Michael Redgrave (1908–1985) | Michael Redgrave (1908–1985) | Michael Redgrave (1908–1985) | Michael Redgrave (1908–1985) |                             |                             | Rachel Kempson (1910–2003)  | Rachel Kempson (1910–2003)  | Rachel Kempson (1910–2003) | Rachel Kempson (1910–2003) | Rachel Kempson (1910–2003) | Rachel Kempson (1910–2003) |                           |                           |                           |                           |                           |                           |
|  |  |  |  |                          |                          |                          |                          |                          |                          | Michael Redgrave (1908–1985) | Michael Redgrave (1908–1985) | Michael Redgrave (1908–1985) | Michael Redgrave (1908–1985) | Michael Redgrave (1908–1985) | Michael Redgrave (1908–1985) |                             |                             | Rachel Kempson (1910–2003)  | Rachel Kempson (1910–2003)  | Rachel Kempson (1910–2003) | Rachel Kempson (1910–2003) | Rachel Kempson (1910–2003) | Rachel Kempson (1910–2003) |                           |                           |                           |                           |                           |                           |
|  |  |  |  |                          |                          |                          |                          |                          |                          |                              |                              |                              |                              |                              |                              |                             |                             |                             |                             |                            |                            |                            |                            |                           |                           |                           |                           |                           |                           |
|  |  |  |  |                          |                          |                          |                          |                          |                          |                              |                              |                              |                              |                              |                              |                             |                             |                             |                             |                            |                            |                            |                            |                           |                           |                           |                           |                           |                           |
|  |  |  |  |                          |                          |                          |                          |                          |                          |                              |                              |                              |                              |                              |                              |                             |                             |                             |                             |                            |                            |                            |                            |                           |                           |                           |                           |                           |                           |
|  |  |  |  | Vanessa Redgrave (1937–) | Vanessa Redgrave (1937–) | Vanessa Redgrave (1937–) | Vanessa Redgrave (1937–) | Vanessa Redgrave (1937–) | Vanessa Redgrave (1937–) |                              |                              |                              |                              | Corin Redgrave (1939–2010)   | Corin Redgrave (1939–2010)   | Corin Redgrave (1939–2010)  | Corin Redgrave (1939–2010)  | Corin Redgrave (1939–2010)  | Corin Redgrave (1939–2010)  |                            |                            |                            |                            | Lynn Redgrave (1943–2010) | Lynn Redgrave (1943–2010) | Lynn Redgrave (1943–2010) | Lynn Redgrave (1943–2010) | Lynn Redgrave (1943–2010) | Lynn Redgrave (1943–2010) |

|  |

### Vanessa Redgrave
|                                        |                                        |                                        |                                        |                                        |                                        | Tony Richardson (1928–1991) | Tony Richardson (1928–1991) | Tony Richardson (1928–1991) | Tony Richardson (1928–1991) | Tony Richardson (1928–1991)    | Tony Richardson (1928–1991)    |                                |                                |                                |                                |  |  |  |  |                          |                          |                          |                          |                          |                          | Vanessa Redgrave (1937–) | Vanessa Redgrave (1937–) | Vanessa Redgrave (1937–) | Vanessa Redgrave (1937–) | Vanessa Redgrave (1937–) | Vanessa Redgrave (1937–) |                   |                   |  |  |                                          |                                          |                                          |                                          |                                          |                                          |                    |                    |                                       |                                       | Franco Nero (1941–)                   | Franco Nero (1941–)                   | Franco Nero (1941–)                   | Franco Nero (1941–)                   | Franco Nero (1941–)      | Franco Nero (1941–)      |  |  |
|                                        |                                        |                                        |                                        |                                        |                                        | Tony Richardson (1928–1991) | Tony Richardson (1928–1991) | Tony Richardson (1928–1991) | Tony Richardson (1928–1991) | Tony Richardson (1928–1991)    | Tony Richardson (1928–1991)    |                                |                                |                                |                                |  |  |  |  |                          |                          |                          |                          |                          |                          | Vanessa Redgrave (1937–) | Vanessa Redgrave (1937–) | Vanessa Redgrave (1937–) | Vanessa Redgrave (1937–) | Vanessa Redgrave (1937–) | Vanessa Redgrave (1937–) |                   |                   |  |  |                                          |                                          |                                          |                                          |                                          |                                          |                    |                    |                                       |                                       | Franco Nero (1941–)                   | Franco Nero (1941–)                   | Franco Nero (1941–)                   | Franco Nero (1941–)                   | Franco Nero (1941–)      | Franco Nero (1941–)      |  |  |
|                                        |                                        |                                        |                                        |                                        |                                        |                             |                             |                             |                             |                                |                                |                                |                                |                                |                                |  |  |  |  |                          |                          |                          |                          |                          |                          |                          |                          |                          |                          |                          |                          |                   |                   |  |  |                                          |                                          |                                          |                                          |                                          |                                          |                    |                    |                                       |                                       |                                       |                                       |                                       |                                       |                          |                          |  |  |
|                                        |                                        |                                        |                                        |                                        |                                        |                             |                             |                             |                             |                                |                                |                                |                                |                                |                                |  |  |  |  |                          |                          |                          |                          |                          |                          |                          |                          |                          |                          |                          |                          |                   |                   |  |  |                                          |                                          |                                          |                                          |                                          |                                          |                    |                    |                                       |                                       |                                       |                                       |                                       |                                       |                          |                          |  |  |
|                                        |                                        |                                        |                                        |                                        |                                        |                             |                             |                             |                             |                                |                                |                                |                                |                                |                                |  |  |  |  |                          |                          |                          |                          |                          |                          |                          |                          |                          |                          |                          |                          |                   |                   |  |  |                                          |                                          |                                          |                                          |                                          |                                          |                    |                    |                                       |                                       |                                       |                                       |                                       |                                       |                          |                          |  |  |
|                                        |                                        | Liam Neeson (1952–)                    | Liam Neeson (1952–)                    | Liam Neeson (1952–)                    | Liam Neeson (1952–)                    | Liam Neeson (1952–)         | Liam Neeson (1952–)         |                             |                             | Natasha Richardson (1963–2009) | Natasha Richardson (1963–2009) | Natasha Richardson (1963–2009) | Natasha Richardson (1963–2009) | Natasha Richardson (1963–2009) | Natasha Richardson (1963–2009) |  |  |  |  | Joely Richardson (1965–) | Joely Richardson (1965–) | Joely Richardson (1965–) | Joely Richardson (1965–) | Joely Richardson (1965–) | Joely Richardson (1965–) |                          |                          | Tim Bevan (1958–)        | Tim Bevan (1958–)        | Tim Bevan (1958–)        | Tim Bevan (1958–)        | Tim Bevan (1958–) | Tim Bevan (1958–) |  |  |                                          |                                          | Carlo Nero (1969–)                       | Carlo Nero (1969–)                       | Carlo Nero (1969–)                       | Carlo Nero (1969–)                       | Carlo Nero (1969–) | Carlo Nero (1969–) |                                       |                                       | Jennifer Wiltsie (1965–)              | Jennifer Wiltsie (1965–)              | Jennifer Wiltsie (1965–)              | Jennifer Wiltsie (1965–)              | Jennifer Wiltsie (1965–) | Jennifer Wiltsie (1965–) |  |  |
|                                        |                                        | Liam Neeson (1952–)                    | Liam Neeson (1952–)                    | Liam Neeson (1952–)                    | Liam Neeson (1952–)                    | Liam Neeson (1952–)         | Liam Neeson (1952–)         |                             |                             | Natasha Richardson (1963–2009) | Natasha Richardson (1963–2009) | Natasha Richardson (1963–2009) | Natasha Richardson (1963–2009) | Natasha Richardson (1963–2009) | Natasha Richardson (1963–2009) |  |  |  |  | Joely Richardson (1965–) | Joely Richardson (1965–) | Joely Richardson (1965–) | Joely Richardson (1965–) | Joely Richardson (1965–) | Joely Richardson (1965–) |                          |                          | Tim Bevan (1958–)        | Tim Bevan (1958–)        | Tim Bevan (1958–)        | Tim Bevan (1958–)        | Tim Bevan (1958–) | Tim Bevan (1958–) |  |  |                                          |                                          | Carlo Nero (1969–)                       | Carlo Nero (1969–)                       | Carlo Nero (1969–)                       | Carlo Nero (1969–)                       | Carlo Nero (1969–) | Carlo Nero (1969–) |                                       |                                       | Jennifer Wiltsie (1965–)              | Jennifer Wiltsie (1965–)              | Jennifer Wiltsie (1965–)              | Jennifer Wiltsie (1965–)              | Jennifer Wiltsie (1965–) | Jennifer Wiltsie (1965–) |  |  |
|                                        |                                        |                                        |                                        |                                        |                                        |                             |                             |                             |                             |                                |                                |                                |                                |                                |                                |  |  |  |  |                          |                          |                          |                          |                          |                          |                          |                          |                          |                          |                          |                          |                   |                   |  |  |                                          |                                          |                                          |                                          |                                          |                                          |                    |                    |                                       |                                       |                                       |                                       |                                       |                                       |                          |                          |  |  |
|                                        |                                        |                                        |                                        |                                        |                                        |                             |                             |                             |                             |                                |                                |                                |                                |                                |                                |  |  |  |  |                          |                          |                          |                          |                          |                          |                          |                          |                          |                          |                          |                          |                   |                   |  |  |                                          |                                          |                                          |                                          |                                          |                                          |                    |                    |                                       |                                       |                                       |                                       |                                       |                                       |                          |                          |  |  |
|                                        |                                        |                                        |                                        |                                        |                                        |                             |                             |                             |                             |                                |                                |                                |                                |                                |                                |  |  |  |  |                          |                          |                          |                          |                          |                          |                          |                          |                          |                          |                          |                          |                   |                   |  |  |                                          |                                          |                                          |                                          |                                          |                                          |                    |                    |                                       |                                       |                                       |                                       |                                       |                                       |                          |                          |  |  |
| Micheál Richard Antonio Neeson (1995–) | Micheál Richard Antonio Neeson (1995–) | Micheál Richard Antonio Neeson (1995–) | Micheál Richard Antonio Neeson (1995–) | Micheál Richard Antonio Neeson (1995–) | Micheál Richard Antonio Neeson (1995–) |                             |                             | Daniel Jack Neeson (1996–)  | Daniel Jack Neeson (1996–)  | Daniel Jack Neeson (1996–)     | Daniel Jack Neeson (1996–)     | Daniel Jack Neeson (1996–)     | Daniel Jack Neeson (1996–)     |                                |                                |  |  |  |  |                          |                          |                          |                          | Daisy Bevan (1992–)      | Daisy Bevan (1992–)      | Daisy Bevan (1992–)      | Daisy Bevan (1992–)      | Daisy Bevan (1992–)      | Daisy Bevan (1992–)      |                          |                          |                   |                   |  |  | Raphael Walter Elliott Sparanero (1995–) | Raphael Walter Elliott Sparanero (1995–) | Raphael Walter Elliott Sparanero (1995–) | Raphael Walter Elliott Sparanero (1995–) | Raphael Walter Elliott Sparanero (1995–) | Raphael Walter Elliott Sparanero (1995–) |                    |                    | Lilli Angelina Rose Sparanero (2004–) | Lilli Angelina Rose Sparanero (2004–) | Lilli Angelina Rose Sparanero (2004–) | Lilli Angelina Rose Sparanero (2004–) | Lilli Angelina Rose Sparanero (2004–) | Lilli Angelina Rose Sparanero (2004–) |                          |                          |  |  |

|  |

### Corin Redgrave
|  |  |  |  |              |              |              |              | Deirdre Hamilton-Hill (1939–1997) | Deirdre Hamilton-Hill (1939–1997) | Deirdre Hamilton-Hill (1939–1997) | Deirdre Hamilton-Hill (1939–1997) | Deirdre Hamilton-Hill (1939–1997) | Deirdre Hamilton-Hill (1939–1997) |                        |                        |                        |                        |  |  |                       |                       |                       |                       | Corin Redgrave (1939–2010) | Corin Redgrave (1939–2010) | Corin Redgrave (1939–2010) | Corin Redgrave (1939–2010) | Corin Redgrave (1939–2010) | Corin Redgrave (1939–2010) |                        |                        |                        |                        |                        |                        |  |  |                         |                         | Kika Markham (1940–)    | Kika Markham (1940–)    | Kika Markham (1940–)    | Kika Markham (1940–)    | Kika Markham (1940–) | Kika Markham (1940–) |
|  |  |  |  |              |              |              |              | Deirdre Hamilton-Hill (1939–1997) | Deirdre Hamilton-Hill (1939–1997) | Deirdre Hamilton-Hill (1939–1997) | Deirdre Hamilton-Hill (1939–1997) | Deirdre Hamilton-Hill (1939–1997) | Deirdre Hamilton-Hill (1939–1997) |                        |                        |                        |                        |  |  |                       |                       |                       |                       | Corin Redgrave (1939–2010) | Corin Redgrave (1939–2010) | Corin Redgrave (1939–2010) | Corin Redgrave (1939–2010) | Corin Redgrave (1939–2010) | Corin Redgrave (1939–2010) |                        |                        |                        |                        |                        |                        |  |  |                         |                         | Kika Markham (1940–)    | Kika Markham (1940–)    | Kika Markham (1940–)    | Kika Markham (1940–)    | Kika Markham (1940–) | Kika Markham (1940–) |
|  |  |  |  |              |              |              |              |                                   |                                   |                                   |                                   |                                   |                                   |                        |                        |                        |                        |  |  |                       |                       |                       |                       |                            |                            |                            |                            |                            |                            |                        |                        |                        |                        |                        |                        |  |  |                         |                         |                         |                         |                         |                         |                      |                      |
|  |  |  |  |              |              |              |              |                                   |                                   |                                   |                                   |                                   |                                   |                        |                        |                        |                        |  |  |                       |                       |                       |                       |                            |                            |                            |                            |                            |                            |                        |                        |                        |                        |                        |                        |  |  |                         |                         |                         |                         |                         |                         |                      |                      |
|  |  |  |  |              |              |              |              |                                   |                                   |                                   |                                   |                                   |                                   |                        |                        |                        |                        |  |  |                       |                       |                       |                       |                            |                            |                            |                            |                            |                            |                        |                        |                        |                        |                        |                        |  |  |                         |                         |                         |                         |                         |                         |                      |                      |
|  |  |  |  | Tim Owen     | Tim Owen     | Tim Owen     | Tim Owen     | Tim Owen                          | Tim Owen                          |                                   |                                   | Jemma Redgrave (1965–)            | Jemma Redgrave (1965–)            | Jemma Redgrave (1965–) | Jemma Redgrave (1965–) | Jemma Redgrave (1965–) | Jemma Redgrave (1965–) |  |  | Luke Redgrave (1970–) | Luke Redgrave (1970–) | Luke Redgrave (1970–) | Luke Redgrave (1970–) | Luke Redgrave (1970–)      | Luke Redgrave (1970–)      |                            |                            |                            |                            | Arden Redgrave (1983–) | Arden Redgrave (1983–) | Arden Redgrave (1983–) | Arden Redgrave (1983–) | Arden Redgrave (1983–) | Arden Redgrave (1983–) |  |  | Harvey Redgrave (1979–) | Harvey Redgrave (1979–) | Harvey Redgrave (1979–) | Harvey Redgrave (1979–) | Harvey Redgrave (1979–) | Harvey Redgrave (1979–) |                      |                      |
|  |  |  |  | Tim Owen     | Tim Owen     | Tim Owen     | Tim Owen     | Tim Owen                          | Tim Owen                          |                                   |                                   | Jemma Redgrave (1965–)            | Jemma Redgrave (1965–)            | Jemma Redgrave (1965–) | Jemma Redgrave (1965–) | Jemma Redgrave (1965–) | Jemma Redgrave (1965–) |  |  | Luke Redgrave (1970–) | Luke Redgrave (1970–) | Luke Redgrave (1970–) | Luke Redgrave (1970–) | Luke Redgrave (1970–)      | Luke Redgrave (1970–)      |                            |                            |                            |                            | Arden Redgrave (1983–) | Arden Redgrave (1983–) | Arden Redgrave (1983–) | Arden Redgrave (1983–) | Arden Redgrave (1983–) | Arden Redgrave (1983–) |  |  | Harvey Redgrave (1979–) | Harvey Redgrave (1979–) | Harvey Redgrave (1979–) | Harvey Redgrave (1979–) | Harvey Redgrave (1979–) | Harvey Redgrave (1979–) |                      |                      |
|  |  |  |  |              |              |              |              |                                   |                                   |                                   |                                   |                                   |                                   |                        |                        |                        |                        |  |  |                       |                       |                       |                       |                            |                            |                            |                            |                            |                            |                        |                        |                        |                        |                        |                        |  |  |                         |                         |                         |                         |                         |                         |                      |                      |
|  |  |  |  |              |              |              |              |                                   |                                   |                                   |                                   |                                   |                                   |                        |                        |                        |                        |  |  |                       |                       |                       |                       |                            |                            |                            |                            |                            |                            |                        |                        |                        |                        |                        |                        |  |  |                         |                         |                         |                         |                         |                         |                      |                      |
|  |  |  |  |              |              |              |              |                                   |                                   |                                   |                                   |                                   |                                   |                        |                        |                        |                        |  |  |                       |                       |                       |                       |                            |                            |                            |                            |                            |                            |                        |                        |                        |                        |                        |                        |  |  |                         |                         |                         |                         |                         |                         |                      |                      |
|  |  |  |  | Gabriel Owen | Gabriel Owen | Gabriel Owen | Gabriel Owen | Gabriel Owen                      | Gabriel Owen                      |                                   |                                   | Alfie Owen                        | Alfie Owen                        | Alfie Owen             | Alfie Owen             | Alfie Owen             | Alfie Owen             |  |  |                       |                       |                       |                       |                            |                            |                            |                            |                            |                            |                        |                        |                        |                        |                        |                        |  |  |                         |                         |                         |                         |                         |                         |                      |                      |

|  |

### Lynn Redgrave
|  |  |  |  |  |  |  |  |                          |                          | Lynn Redgrave (1943–2010) | Lynn Redgrave (1943–2010) | Lynn Redgrave (1943–2010) | Lynn Redgrave (1943–2010) | Lynn Redgrave (1943–2010) | Lynn Redgrave (1943–2010) |                       |                       |                       |                       |                       |                       | John Clark (1932–) | John Clark (1932–) | John Clark (1932–)         | John Clark (1932–)         | John Clark (1932–)         | John Clark (1932–)         |                            |                            |
|  |  |  |  |  |  |  |  |                          |                          | Lynn Redgrave (1943–2010) | Lynn Redgrave (1943–2010) | Lynn Redgrave (1943–2010) | Lynn Redgrave (1943–2010) | Lynn Redgrave (1943–2010) | Lynn Redgrave (1943–2010) |                       |                       |                       |                       |                       |                       | John Clark (1932–) | John Clark (1932–) | John Clark (1932–)         | John Clark (1932–)         | John Clark (1932–)         | John Clark (1932–)         |                            |                            |
|  |  |  |  |  |  |  |  |                          |                          |                           |                           |                           |                           |                           |                           |                       |                       |                       |                       |                       |                       |                    |                    |                            |                            |                            |                            |                            |                            |
|  |  |  |  |  |  |  |  |                          |                          |                           |                           |                           |                           |                           |                           |                       |                       |                       |                       |                       |                       |                    |                    |                            |                            |                            |                            |                            |                            |
|  |  |  |  |  |  |  |  |                          |                          |                           |                           |                           |                           |                           |                           |                       |                       |                       |                       |                       |                       |                    |                    |                            |                            |                            |                            |                            |                            |
|  |  |  |  |  |  |  |  | Benjamin B Clark (1968–) | Benjamin B Clark (1968–) | Benjamin B Clark (1968–)  | Benjamin B Clark (1968–)  | Benjamin B Clark (1968–)  | Benjamin B Clark (1968–)  |                           |                           | Kelly B Clark (1970–) | Kelly B Clark (1970–) | Kelly B Clark (1970–) | Kelly B Clark (1970–) | Kelly B Clark (1970–) | Kelly B Clark (1970–) |                    |                    | Annabel Lucy Clark (1981–) | Annabel Lucy Clark (1981–) | Annabel Lucy Clark (1981–) | Annabel Lucy Clark (1981–) | Annabel Lucy Clark (1981–) | Annabel Lucy Clark (1981–) |